# Bulgaria en los Juegos Paralímpicos de Nagano 1998
Bulgaria estuvo representada en los Juegos Paralímpicos de Nagano 1998 por tres deportistas masculinos. El equipo paralímpico búlgaro no obtuvo ninguna medalla en estos Juegos.